# Hédi
Hédi est un prénom
- arabe masculin, variante de Hadi (هادي hâdî) ;
- hongrois féminin ;

## Étymologie
- Hédi / Hadi arabe, dérivé de هداية (hidâya) « guidage, orientation », est l'un des noms de Dieu en islam (« le Guide »).
- Comme Hedi allemand, Hédi hongrois est un diminutif du prénom féminin Hedwig.

## Équivalents
- Edwige en français pour le prénom hongrois et allemand

## Personnalités portant ce prénom
- Hédi Temessy
- Hédi Váradi
- Hédi Nouira
- Hédi Lakhoua
- Hédi Baccouche